# NGC 7337
NGC 7337 ist eine Balken-Spiralgalaxie vom Hubble-Typ SBab Sternbild Pegasus am Nordsternhimmel. Sie ist schätzungsweise 304 Millionen Lichtjahre von der Milchstraße entfernt und hat einen Durchmesser von etwa 90.000 Lj.
Im selben Himmelsareal befinden sich u. a. die Galaxien NGC 7331, NGC 7335, NGC 7336, NGC 7340.
Das Objekt wurde am 10. September 1849 von George Johnstone Stoney entdeckt.